# Темедеу-Маре
Темедеу-Маре (рум. Tămădău Mare) — село у повіті Келераш в Румунії. Входить до складу комуни Темедеу-Маре.
Село розташоване на відстані 37 км на схід від Бухареста, 67 км на північний захід від Келераші.

## Населення
За даними перепису населення 2002 року у селі проживали 985 осіб. Усі жителі села рідною мовою назвали румунську.
Національний склад населення села:
| Національність | Кількість осіб | Відсоток |
| -------------- | -------------- | -------- |
| румуни         | 962            | 97,7%    |
| цигани         | 23             | 2,3%     |